# Iphis madagascariensis
Iphis madagascariensis là một loài bọ cánh cứng trong họ Elateridae. Loài này được Gory miêu tả khoa học năm 1832.